# 山村嘉宏
山村 嘉宏（やまむら よしひろ）は、日本の外交官。サンクトペテルブルク総領事を経て、キルギス駐箚特命全権大使。

## 経歴・人物
東京都出身。1977年上智大学外国語学部卒業、外務省入省。外務省欧州局ロシア課企画官兼ロシア交流室長を経て、2012年サンクトペテルブルク総領事。2016年から駐キルギス特命全権大使を務め、国連開発計画や国連児童基金と、キルギス開発プロジェクトの開始にあたり、署名を行うなどした。